# 애니여 총을 잡아라
애니여 총을 잡아라(Annie Get Your Gun)는 미국에서 제작된 조지 시드니 감독의 1950년 코미디, 뮤지컬 영화이다. 베티 허튼 등이 주연으로 출연하였고 아서 프리드 등이 제작에 참여하였다.

## 출연

### 주연
- 베티 허튼
- 하워드 킬

### 조연
- 루이스 칼헌
- J. 캐롤 나이쉬
- 에드워드 아놀드
- 키넌 윈
- 클린튼 선드버그

## 제작진
- 원작자: 허버트 필스
- 미술: 세드릭 기븐스
- 미술: 폴 그로에스
- 미술: 리처드 피펄
- 미술: 에드윈 B. 윌리스